# Clásico Ramón Biaus
El Clásico Ramón Biaus es una carrera clásica para yeguas fondistas que se disputa en el Hipódromo Argentino de Palermo, sobre 2200 metros de pista de arena y convoca a hembras de 3 años y más edad, a peso por edad. Está catalogado como un certamen de Grupo 2 en la escala internacional.
Se disputa regularmente en el mes de noviembre y lleva su nombre en honor al criador y turfman argentino Ramón Biaus.

## Últimas ganadoras del Biaus
| Año  | Ganadora        | País | Jockey               | País | Padre              | País | Madre            | País | Criador                     | Caballeriza              | Colores            |
| ---- | --------------- | ---- | -------------------- | ---- | ------------------ | ---- | ---------------- | ---- | --------------------------- | ------------------------ | ------------------ |
| 2019 | Carteame        |      | Eduardo Ortega Pavón |      | Equal Stripes      |      | Care For         |      | Haras Abolengo              | Abolengo                 | Horse racing silks |
| 2018 | Paddock Seattle |      | Eduardo Ortega Pavón |      | Seattle Fitz       |      | Capadocia Gulch  |      | Haras Firmamento            | San Isidoro              | Horse racing silks |
| 2017 | Star Austral    |      | Pablo Arenas         |      | Cosmic             |      | Special Agus     |      | Haras Arroyo de Luna        | Juan Martín              | Horse racing silks |
| 2016 | Belarusa        |      | Juan Carlos Noriega  |      | Orpen              |      | Balcarce         |      | Haras La Manija             | La Manija                | Horse racing silks |
| 2015 | Mozilla         |      | Jorge Ricardo        |      | Exchange Rate      |      | Moscada Filly    |      | Haras La Pasión             | Rubio B.                 | Horse racing silks |
| 2014 | Always Ruler    |      | Juan Carlos Noriega  |      | Roman Ruler        |      | Candy Siempre    |      | Haras Melincué              | Melincué                 | Horse racing silks |
| 2013 | Itán de Hui     |      | Pablo Falero         |      | Roman Ruler        |      | In You           |      | Haras Vacación              | Vacación                 | Horse racing silks |
| 2012 | Sagitariana     |      | Eduardo Ortega Pavón |      | Footstepsinthesand |      | Saga             |      | Haras La Esperanza          | La Esperanza             | Horse racing silks |
| 2011 | Tradizione Slam |      | Edwin Talaverano     |      | Grand Slam         |      | Tradizione       |      | Haras Firmamento            | Firmamento               | Horse racing silks |
| 2010 | Foggy Stripes   |      | Anselmo Zacarías     |      | Equal Stripes      |      | La Boira Baixa   |      | Haras L. y R.               | L. y R.                  | Horse racing silks |
| 2009 | Aicega          |      | Pablo Falero         |      | Slew Gin Fizz      |      | Odalita          |      | Haras Rodeo Chico           | Rin                      | Horse racing silks |
| 2008 | Carioca Da Gema |      | Pablo Falero         |      | Pure Prize         |      | Carlinha         |      | Haras Santa María de Araras | Santa María de Araras    | Horse racing silks |
| 2007 | Karolinska      |      | Francisco Corrales   |      | Acceptable         |      | Fantasque        |      | Haras Abolengo              | Estancia La Chiquita     | Horse racing silks |
| 2006 | La Lechuzona    |      | Gustavo Calvente     |      | El Compinche       |      | Shambala         |      | Eduardo Leguizamón          | Santa Julia              | Horse racing silks |
| 2005 | Classic Plus    |      | José Ricardo Méndez  |      | Alpha Plus         |      | Classic Name     |      | Haras Firmamento            | Haras Las Cuatro M       | Horse racing silks |
| 2004 | Cia Parade      |      | Edgardo Gramática    |      | Parade Marshal     |      | Capadocia        |      | Haras Firmamento            | Firmamento               | Horse racing silks |
| 2003 | Virginia Fitz   |      | Edgardo Gramática    |      | Fitzcarraldo       |      | Virgo's Rising   |      | Haras Firmamento            | Firmamento               | Horse racing silks |
| 2002 | Cumbrecita      |      | Juan Carlos Noriega  |      | Luhuk              |      | Calderona        |      | Haras La Quebrada           | El Peje                  | Horse racing silks |
| 2001 | Miss Cursi      |      | Edgardo Gramática    |      | Numerous           |      | Kalcura          |      | Haras Firmamento            | Firmamento               | Horse racing silks |
| 2000 | Funny Mood      |      | Juan Carlos Noriega  |      | Equalize           |      | Fecial           |      | Haras Avourneen             | Avourneen                | Horse racing silks |
| 1999 | Dancerllon      |      | Jacinto Herrera      |      | Potrillón          |      | Don't Be Jealous |      | Haras La Madrugada          | Tori                     | Horse racing silks |
| 1998 | Rapper          |      | Juan José Paulé      |      | Southern Halo      |      | Ready Again      |      | Haras La Quebrada           | Bonaventura              | Horse racing silks |
| 1997 | Encandiladora   |      | Oscar Conti          |      | Equalize           |      | Encantada        |      | Haras Abolengo              | Haras Los Tres Vasquitos | Horse racing silks |
| 1996 | Rabanilla       |      | Juan José Paulé      |      | Friul              |      | Reception        |      | Haras Argentino             | Luca's Brothers          | Horse racing silks |
| 1995 | Different       |      | Juan José Paulé      |      | Candy Stripes      |      | Diferente        |      | Haras Abolengo              | Alto Verde               | Horse racing silks |